# Pépé le Moko
Pépé le Moko é um filme francês de 1937, dos gêneros policial, drama e romance, dirigido por Julien Duvivier.
O roteiro é baseado em romance homônimo de Henri La Barthe, com esse autor contribuindo com o pseudônimo de "Détective Ashelbé". O filme faz parte do movimento francês da década de 1930 conhecido como "realismo poético" e também é considerado como um precursor dos filmes noir. Houve um remake em língua inglesa, lançado em 1938 com o título de Algiers, com Hedy Lamarr e Charles Boyer nos papeis principais, e outro em 1948 com o título Casbah, musical estrelado por Tony Martin, Märta Torén, Yvonne De Carlo e Peter Lorre.

## Elenco
- Jean Gabin...Pépé le Moko ou Pepe, o marujo
- Gabriel Gabrio...Carlos
- Mireille Balin...Gaby Gould, a bela parisiense
- Saturnin Fabre...Avô
- Fernand Charpin...Régis, o delator
- Lucas Gridoux...Inspetor Slimane
- Gilbert Gil...Pierrot
- Marcel Dalio...L'Arbi
- Charles Granval...Maxime
- Gaston Modot...Jimmy
- René Bergeron...Inspetor Meunier
- Paul Escoffier...Chefe Inspetor Louvain
- Roger Legris...Max
- Jean Témerson...Gravèr
- Robert Ozanne...Gendron
- Philippe Richard...Janvier
- Georges Péclet...Barsac
- Line Noro...Inès
- Fréhel...Tania
- Olga Lord...Aïcha
- Renée Carl...mãe de Tarte

## Sinopse
A gangue do assaltante francês Pépé le Moko rouba na França e se esconde no populoso bairro da Casbá em Argel na Argélia. Ali a polícia não consegue agir e o bandido é protegido como um herói local. O Inspetor da polícia argelina Slimane tem livre acesso ao bairro graças a proteção de Pépé por ele lhe dever um favor, mas não ousa prender o bandido ali pois sabe que será morto pelo moradores. Então ele pacientemente engendra um plano para atrair Pépé para fora da Casbá, que envolve a bela turista Gaby Gould.

## Recepção
O autor inglês Graham Greene escreveu uma resenha do filme afirmando ser (tradução livre) "Um dos mais excitantes e movimentados filmes que se lembrava de ter assistido...O suspense cresce até um nível poético!"  De acordo com documentário da BBC, o filme foi a inspiração para o aclamado livro de Greene, The Third Man.